# Paparazzi (Xzibitova pjesma)
"Paparazzi" je prvi singl repera Xzibita s njegovog debitantskog albuma At the Speed of Life iz 1996. godine. Producent pjesme je Thayod Ausar, a tekstopisac Xzibit. Pjesma sadrži melodiju pjesme "Pavane" Gabriela Fauréa. Pjesma "Paparazzi" svira tijekom odjavne špice epizode "Pax Soprana" televizijske serije Obitelj Soprano.

## Top ljestvice
| Top ljestvica (1996.)             | Završna pozicija |
| --------------------------------- | ---------------- |
| Billboard Hot 100                 | 83               |
| Billboard Hot R&B/Hip-Hop Songs   | 61               |
| Billboard Rap Songs               | 9                |
| Billboard Hot Dance Singles Sales | 39               |

## Vanjske poveznice
- Paparazzi na YouTubeu